# فزيكيولاريا دبيانا
فزيكيولاريا دبيانا (باللاتينية: Vesicularia dubyana)، (بالإنجليزية: Java moss) لها أشكال عديدة يصل فيها طول الأوراق من 10 -40 سم، وهي تتكاثر عن طريق جذور جارية لتصنع غابة جذابة، وتحتاج إلى ضوء متوسط، وتفضل بعض الرمل الناعم مخلوط بالحصى للنمو فيه سريعًا.